# Herbert Morris
Herbert Roger Morris (Seattle, 16 juli 1915 - Maple Valley, 22 juli 2009) was een Amerikaans roeier.
Morris groeide op in Fremont (Seattle) en ging nadien naar de Universiteit van Washington, waar hij de roeisport beoefende. Hij nam deel aan de Olympische Zomerspelen van 1936 en won er een gouden medaille in de acht. Hij was bij zijn overlijden in 2009 de laatste overlevende van de winnende ploeg.

## Ploeg tijdens de Olympische Spelen
- Charles Day
- Gordon Adam
- Donald Hume
- George Hunt
- James McMillin
- Robert Moch
- Herbert Morris
- Joseph Rantz
- John White